# Сарайли
Сарайли (на гръцки: Παλατιανό, Палатиано, катаревуса: Παλατιανόν, Палатианон, до 1927 Σαραϊλή, Сарайли) е село в Егейска Македония, Гърция, дем Кукуш (Килкис) на административна област Централна Македония. Според преброяването от 2001 година селото има население от 111 души.

## География
Селото е разположено в планината Круша (Крусия или Дисоро).

## История
На хълма Топчели хисар, северозападно от селото са открити останките на неизвестен, но значим античен град.

### В Османската империя
През XIX век Сарайли е село в казата Аврет Хисар (Кукуш) на Османската империя. В „Етнография на вилаетите Адрианопол, Монастир и Салоника“, издадена в Константинопол в 1878 година и отразяваща статистиката на населението от 1873 година, Сарайля (Saraylya) е посочено като селище с 5 домакинства, като жителите му са 16 мюсюлмани. Според статистиката на Васил Кънчов („Македония. Етнография и статистика“) в 1900 година селото има 80 жители, всички турци.

### В Гърция
След Междусъюзническата война Сарайли попада в Гърция. Населението му се изселва в Турция и на негово място са настанени гърци бежанци. В 1927 година името на селото е променено на Палатинон. В 1928 година селото е представено като чисто бежанско с 20 бежански семейства и 65 души общо.